# William Albert Hugh Rushton
William Albert Hugh Rushton (8 décembre 1901 - 21 juin 1980) est professeur de physiologie au Trinity College de Cambridge. Son principal intérêt réside dans la vision des couleurs et son principe d'univariance est d'une importance fondamentale dans l'étude de la perception.

## Éducation
Rushton fait ses études à la Gresham's School de Holt et à l'Université de Cambridge. Étudiant au Pembroke College, il est ensuite membre de l'Emmanuel College avant d'obtenir une place à Trinity. C'est un musicien passionné, jouant du violon et de l'alto, puis du basson; il a également composé quelques pièces et a reçu des instructions de Gustav Holst. En 1930, il épouse Marjorie Kendrick, hautboïste, leur maison s'appelle donc «Shawms».

## Principe d'univariance
Dans sa conférence "Pigments et signaux dans la vision des couleurs" , il le déclare ainsi : "La sortie d'un récepteur dépend de sa capture quantique, mais pas des quanta capturés.".
Cela signifie qu'une même cellule réceptrice visuelle peut être excitée par différentes combinaisons de longueur d'onde et d'intensité, de sorte que le cerveau ne peut pas connaître la couleur de ce point de l'image rétinienne.

## Recherche psychique
Rushton s'intéresse à la Parapsychologie. De 1969 à 1971, il est président de la Society for Psychical Research. 
Il est connu pour suggérer des explications naturelles à de prétendus phénomènes paranormaux. Il révèle comment l'appareil de Ted Serios connu sous le nom de « gadget » aurait pu être utilisé pour produire des photographies psychiques frauduleuses. Il suggère que c'est la lumière qui forme les photographies à partir d'une image lumineuse placée devant l'objectif de l'appareil photo caché dans le gadget. Rushton reproduit avec succès le phénomène Serios en tenant un petit prisme réfléchissant contenant une image de microfilm contre l'objectif de la caméra. 
En 1931, il obtient la Bourse commémorative Beit. En 1948, il devient membre de la Royal Society et en 1968, membre étranger de l'Académie royale des sciences de Suède. En 1970, il reçoit la Médaille royale de la Royal Society.